# Hannover CL.III
Hannover CL.III là một loại máy bay cường kích của Đức trong Chiến tranh thế giới I.

## Biến thể
Hannover CL.III
Hannover CL.IIIa
Hannover CL.IIIb

## Quốc gia sử dụng
German Empire
- Luftstreitkräfte

 Latvia
- Không quân Latvia

## Tính năng kỹ chiến thuật (CL.IIIa)
Dữ liệu lấy từ Windsock Datafile No.23 & German Aircraft of the First World War
Đặc tính tổng quan
- Kíp lái: 2
- Chiều dài: 7,58 m (24 ft 10 in)
- Sải cánh: 11,7 m (38 ft 5 in)
- Chiều cao: 2,8 m (9 ft 2 in)
- Diện tích cánh: 32,7 m2 (352 foot vuông)
- Trọng lượng rỗng: 717 kg (1.581 lb)
- Trọng lượng có tải: 1.081 kg (2.383 lb)
- Động cơ: 1 × Argus As III , 130 kW (180 hp)   (CL.IIIa)

hoặc 1x 119,3 kW (160 hp) Mercedes D.III (CL.III)
Hiệu suất bay
- Vận tốc cực đại: 165 km/h (103 mph; 89 kn) trên độ cao 5,000 m (16 ft)
- Thời gian bay: 3 h
- Trần bay: 7.498 m (24.600 ft)
- Vận tốc lên cao: 3,145 m/s (619,1 ft/min)
- Thời gian lên độ cao: 1,000 m (3 ft) trong 5 phút 18 giây

Vũ khí trang bị

- Súng: 3 × súng máy LMG 08/15 7,92 mm (0.323 in)